# Nicolae Neagu
Nicolae Neagu (ur. 8 lutego 1983 w Kiszyniowie) – mołdawski futsalista występujący na pozycji bramkarza, reprezentant Mołdawii, zawodnik Akademii FC Pniewy, Pogoni 04 Szczecin, FC Toruń, trener.

## Przebieg kariery
Z Akademią trzykrotnie zdobył tytuł mistrza Polski (2010, 2011, 2012) i raz Puchar Polski (2009). Po rozpadzie drużyny z Pniew reprezentant Mołdawii przeszedł do Pogoni '04 Szczecin. W sezonie 2012/13 został wybrany najlepszym bramkarzem i najlepszym obcokrajowcem ekstraklasy. Pełnił funkcję trenera bramkarzy reprezentacji Polski. W sezonie 2013/2014 zdobył z Pogonią wicemistrzostwo Polski. Od sezonu 2014/15 jest zawodnikiem pierwszoligowego FC Toruń, z którym awansował do ekstraklasy. W sezonie 2015/16 razem z zespołem z Torunia zajął piąte miejsce w tabeli, natomiast 17 kwietnia w meczu z Pogonią 04 strzelił swoją pierwszą bramkę dla Torunia